# Madalyn Godby
Madalyn Godby, née le 5 septembre 1992 à Boulder, est une coureuse cycliste américaine, spécialiste des épreuves de vitesse sur piste.

## Biographie
Lors des championnats panaméricains de cyclisme sur piste de 2013, elle termine troisième du 500 mètres avec un temps de 34,3 secondes, soit un nouveau record national. Par la suite, elle est testée positive au clenbutérol lors du contrôle antidopage d'après course, mais avec des valeurs extrêmement faibles. La cycliste attribue ces valeurs à la viande contaminée au dîner de l'hôtel. Son résultat sur l'épreuve du 500 mètres est annulé. Il n'y a pas eu d'autres sanctions
En 2017, elle devient avec Mandy Marquardt championne panaméricaine de vitesse par équipes, son premier titre international. En décembre, elle remporte le keirin de la manche de Coupe du monde de Santiago du Chili.

## Palmarès sur piste

### Jeux olympiques
- Tokyo
  - 13e du keirin
  - 13e de la vitesse individuelle

### Championnats du monde
- Apeldoorn 2018
  - 10e de la vitesse par équipes[2]
  - 13e du keirin[3]
  - 16e de la vitesse individuelle (éliminée en huitième de finale)[4]
- Pruszków 2019
  - 8e du keirin
  - 13e de la vitesse par équipe[5]
  - 16e de la vitesse individuelle (éliminée en huitième de finale)[6]

### Coupe du monde
- 2017-2018
  - 1re du keirin à Santiago
- 2018-2019
  - 1re du keirin à Milton
- 2019-2020
  - 3e du keirin à Milton
  - 3e de la vitesse à Milton

### Coupe des nations
- 2021
  - 3e du keirin à Hong Kong

### Championnats panaméricains
| Édition / Épreuve   | 500 mètres | Keirin | Vitesse individuelle | Vitesse par équipes       |
| Mexico 2013         | Bronze Dsq | 7e     | 5e                   |                           |
| Aguascalientes 2016 | 6e         |        |                      | Bronze                    |
| Couva 2017          |            | 7e     | Bronze               | Or (avec Mandy Marquardt) |
| Aguascalientes 2018 | 5e         |        |                      | Argent                    |

### Championnats des États-Unis
- 2011
  -  Championne des États-Unis de vitesse par équipes (avec Elizabeth Carlson)
  - 3e de la vitesse
- 2012
  -  Championne des États-Unis du 500 mètres
  -  Championne des États-Unis de vitesse par équipes (avec Tela Crane)
  - 2e de la vitesse
- 2013
  -  Championne des États-Unis de vitesse par équipes (avec Missy Erickson)
  - 2e du 500 mètres
- 2015
  -  Championne des États-Unis du 500 mètres
  -  Championne des États-Unis du keirin
  -  Championne des États-Unis de vitesse
  -  Championne des États-Unis de vitesse par équipes (avec Mandy Marquardt)
- 2016
  - 2e de la vitesse
- 2017
  -  Championne des États-Unis de vitesse
- 2018
  -  Championne des États-Unis du keirin
  -  Championne des États-Unis de vitesse
  - 2e de la vitesse par équipes
- 2019
  -  Championne des États-Unis de vitesse par équipes (avec Sophia Shuhay)